# Ceaslov

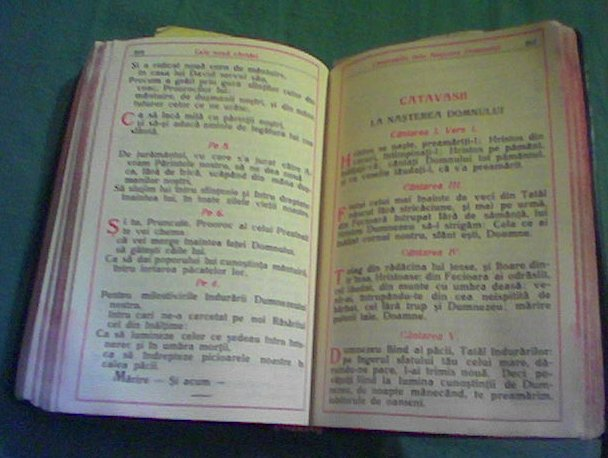
Ceaslov în limba română

Ceaslov (1858)

Ceaslovul (în greacă: ῾Ωρολόγιον, horologion; în slavonă: Часocлoвъ, chasoslov), sau Cartea Orelor, conține textele slujbelor din ciclul zilnic (grecește: akolouthies, ἀκολουθίες), așa cum sunt ele slujite în Bisericile Ortodoxe și în Biserica Greco-Catolică. Cărțile echivalente în Biserica Romano-Catolică sunt Cartea Orelor respectiv Breviarul.
Ceaslovul este cartea de bază a citețului și a cantorului (spre deosebire de  Euchologion, care conține textele folosite de preot și diacon).
Există mai multe variante de Ceaslov, dintre care cea mai cuprinzătoare este Ceaslovul Mare (în grecește: ῾Ωρολόγιον τò μέγα, Horologion to mega; în slavonă: Великий Часословъ, Velikij Chasoslov). Conține părțile fixe ale liturghiei orelor (Vecernia, Pavecernița (mare și mică), Miezonoptica, Utrenia, Ceasurile, Obednița, rugăciunile de dinaintea meselor). Părțile citețului și cantorului sunt date complet iar cele ale preotului și diaconului sunt prescurtate. Ceaslovul Mare conține și o listă cu sfinți prăznuiți în timpul anului (cu troparul și condacul lor), aleși adecvat pentru duminici și sărbători mobile (din Triod și Penticostar), și canoane diferite și alte slujbe. Ceaslovul Mare este cea mai folosită carte în bisericile de stil grec.
Numeroase ediții ale Ceaslovului sunt, de obicei, mai scurte; cu porțiunile fixe ale slujbelor întregi dar cu celelalte texte mult mai pe scurt (dar care se găsesc pe larg în celelalte cărți de cult). În plus, adesea aceste cărți conțin rugăciunile de seară și de dimineață, rugăciunile pregătitoare pentru Sfânta Împărtășanie și rugăciuni după Împărtășanie.